# Репнев
Репнев (укр. Ріпнів) — село в Бусской городской общине Золочевского района Львовской области Украины.
Население по данным 2019 года составляло 1044 человека. Занимает площадь 2,628 км². Почтовый индекс — 80540. Телефонный код — 3264.
В урочище Базническо, на левом берегу реки Западный Буг, находится многослойное поселение — селище Репнев I (Ріпнів 1) VI—VII и VIII—XI веков, в котором прослеживаются отложения высоцкой культуры. На черняховском (II—IV века) селище Репнев II (Ріпнів 2) в урочище Горохов был найден черепок сосуда с нерасшифрованными знаками — возможно, протославянской письменности, в поселении Репнев ІІІ (Ріпнів 3) — один жилой комплекс с лепной керамикой.